# Lorenzo Mossini
Lorenzo Mossini (Poviglio, 28 settembre 1958) è un allenatore di calcio ed ex calciatore italiano, di ruolo centrocampista.

## Carriera

### Giocatore
Cresce nel vivaio della Reggiana, che lo preleva tredicenne dall'Audax Poviglio; con i granata esordisce nel campionato di Serie C 1976-1977, subentrando nel corso della partita Reggiana-Giulianova. Nella prima stagione totalizza 8 presenze, mentre nelle due stagioni successive diventa titolare nel ruolo di centrocampista di fascia destra. Nel 1980 viene acquistato dal Como, che lo lascia per un'ultima stagione a Reggio Emilia cedendo ai granata, come parziale contropartita, Gianfranco Matteoli. Nel campionato di Serie C1 1980-1981 la Reggiana conquista la promozione in Serie B, e Mossini si alterna ad Alfio Filosofi nel ruolo di tornante destro, realizzando anche una delle due reti nella partita decisiva contro lo Spezia.
Nel 1981 approda al Como, in Serie A. Esordisce nella massima serie il 25 ottobre 1981, in Como-Catanzaro 1-1, e colleziona in tutto 21 presenze con 2 reti, di cui una messa a segno nella vittoria interna sul Milan. A fine stagione i lariani retrocedono in Serie B e Mossini rientra alla Reggiana, dove vive una seconda retrocessione, questa volta in Serie C1. Si trasferisce quindi al Brescia, in Serie C1, ottenendo la promozione nella serie cadetta al termine del campionato Serie C1 1984-1985 e la promozione in Serie A nella stagione successiva, rimanendovi per tre stagioni.
Nel 1986 viene acquistato dal Messina, sempre in Serie B. Vi milita per un triennio, collezionando 109 presenze e 6 reti in campionato e contribuendo a tre salvezze consecutive dei peloritani. Nell'autunno del 1989 viene ingaggiato dal Piacenza, in Serie C1: vi rimane per una sola stagione, terminata in una posizione di centroclassifica, prima di concludere la carriera professionistica nella Torres, con cui retrocede in Serie C2. Chiude la carriera tra i dilettanti, nella Virtus Roteglia.

### Allenatore
Dopo il ritiro guida lo Scandiano, formazione dilettantistica reggiana. Entrato nel settore giovanile della Reggiana, nella stagione 2001-2002 subentra insieme ad Angelo Gregucci a Salvatore Vullo sulla panchina dei granata per le ultime sei giornate, conquistando la salvezza ai play-out.
Lasciata Reggio, allena le giovanili del Parma tra il 2002 e il 2005, prima di far ritorno alla Reggiana, dove rimane fino al 2010 con l'intermezzo di una parentesi nel Sassuolo.

## Palmarès

### Giocatore
- Campionato italiano Serie C1: 1

Brescia: 1984-1985 (girone A)